# اللغة الليزغينية
اللغة اللِّيزْغِينِيَّة (лезги чӀал) (بالروسية: лезгинский язык) - إحدى اللغات الرسمية في جمهورية داغستان ويتحدث بها شعب الليزغين المنتشرة فيجنوب داغستان شمال أذربيجان.